# Reformation (Kiuas)
Reformation è il secondo album in studio del gruppo musicale finlandese Kiuas, pubblicato nel 2006.

## Tracce
1. Race with the Falcons − 4:47
2. Through the Ice Age − 3:58
3. The New Chapter − 4:25
4. Of Ancient Wounds − 3:33
5. Child of Cimmeria − 1:06
6. Black Winged Goddess − 5:21
7. Heart of the Serpent − 4:55
8. Bleeding Strings − 5:50
9. Call of the Horns − 3:39
10. Reformation − 6:12
11. Hunting Girl (Jethro Tull cover) − 5:09

## Formazione
- Ilja Jalkanen − voce
- Mikko Salovaara − chitarra
- Markku Näreneva − batteria
- Atte Tanskanen − tastiera
- Teemu Tuominen − basso